# Brittany Murphy
Brittany Anne Murphy-Monjack (de soltera: Bertolotti; Atlanta, 10 de noviembre de 1977-Los Ángeles, 20 de diciembre de 2009), más conocida como Brittany Murphy, fue una actriz y cantante estadounidense, famosa por interpretar a Tai Frasier en la película de cine adolescente Clueless (1995), Alex Latourno en 8 Mile (2002), Daisy Randone en Girl, Interrupted (1999), Molly Gunn en Uptown Girls (2003), Sarah en Just Married (2003) y a Gloria en Happy Feet (2006). También, fue conocida por su igual dominio en los géneros comedia y drama.
Nacida en Atlanta, sus padres Angelo Bertolotti y Sharon Murphy se divorciaron cuando tenía dos años de edad. Se mudó a Los Ángeles cuando era adolescente y a los trece comenzó su carrera actoral. Su papel decisivo fue el de Tai Frasier en Clueless (1995), seguido de otros secundarios en películas independientes como Freeway (1996) y Bongwater (1998). Hizo su debut teatral en una producción de Broadway de A View from the Bridge, de Arthur Miller, en 1997, antes de interpretar a Daisy Randone en Girl, Interrupted (1999) y a Lisa Swenson en Drop Dead Gorgeous (1999).
En la década de 2000, interpretó a la paciente Elisabeth Burrows en Don't Say a Word (2001), junto con Michael Douglas, y a Alex Latourno en 8 Mile (2002), papel por el que obtuvo el reconocimiento de la crítica. Sus papeles posteriores incluyeron Riding in Cars with Boys (2001), Spun (2002), Just Married (2003), Uptown Girls (2003), Sin City (2005) y Happy Feet (2006). También prestó su voz para el personaje Luanne Platter en la serie de televisión animada King of the Hill (1997-2010). En The Ramen Girl (2008), además de actuar también fue productora. Su último proyecto cinematográfico fue Something Wicked, película estrenada en abril de 2014 y posteriormente lanzada en video.
Incursionó también en la música, siendo capaz de cantar y tocar el piano y la trompeta en su niñez. A principios de la década de 1990, formó parte de la banda Blessed Soul, junto con el actor Eric Balfour. No se llevaron a cabo planes para lanzar un álbum. En 2006, participó en el sencillo del deejay británico Paul Oakenfold «Faster Kill Pussycat» y, en ese mismo año, versionó dos canciones: «Somebody to Love» de Queen y «Boogie Wonderland» de Earth, Wind & Fire para la banda sonora de la película Happy Feet.
El 20 de diciembre de 2009, Murphy murió en circunstancias controvertidas a la edad de 32 años. El veredicto del forense dijo que la causa de muerte se debió a neumonía, exacerbada por anemia y adicción a varios medicamentos recetados. Posteriormente, cinco meses después de su deceso, su esposo Simon Monjack falleció por las mismas causas que ella. El Departamento de Servicios de Salud del Condado de Los Ángeles había considerado el moho tóxico proveniente de la casa de ambos un factor como posible causa de muerte; sin embargo, el forense adjunto de Los Ángeles, Ed Winter, afirmó que «no había indicadores» de que el moho fuese un factor. En enero de 2012, el padre de la actriz, Angelo Bertolotti, inició una solicitud ante el Tribunal Superior de California sugiriendo que la oficina del forense del condado de Los Ángeles entregara muestras de cabello de su hija para realizar pruebas independientes, ya que según él fue envenenada. En noviembre de 2013, afirmó que un informe de toxicología demostró que el envenenamiento deliberado por metales pesados, incluidos el antimonio y el bario, fue un posible factor como causa de muerte.
Después de su fallecimiento, se realizaron una serie de documentales biográficos sobre su vida. The Brittany Murphy Story —con Amanda Fuller interpretando el papel de Murphy, Sherilyn Fenn como su madre Sharon y Eric Petersen como Monjack— fue emitido en el canal de televisión Lifetime el 6 de septiembre de 2014. Recibió críticas negativas por parte de los medios, quienes desaprobaron la mala actuación de Fuller. En 2020 se emitió otro documental llamado Brittany Murphy: An ID Mystery bajo la cadena televisiva Investigation Discovery, donde los documentalistas entran más en detalle sobre su muerte. Un año después, el servicio de streaming HBO Max estrenó la miniserie de dos capítulos What Happened, Brittany Murphy? (2021), en la que estuvieron presentes varias personas cercanas a la actriz, entre ellas Kathy Najimy, Taryn Manning, Lisa Rieffel y la directora Amy Heckerling. En 2023, otro servicio de streaming llamado Tubi publicó un nuevo documental llamado Gone Before Her Time: Brittany Murphy, en el que también se trató su vida privada y muerte.

## Biografía

### 1977-1991: primeros años

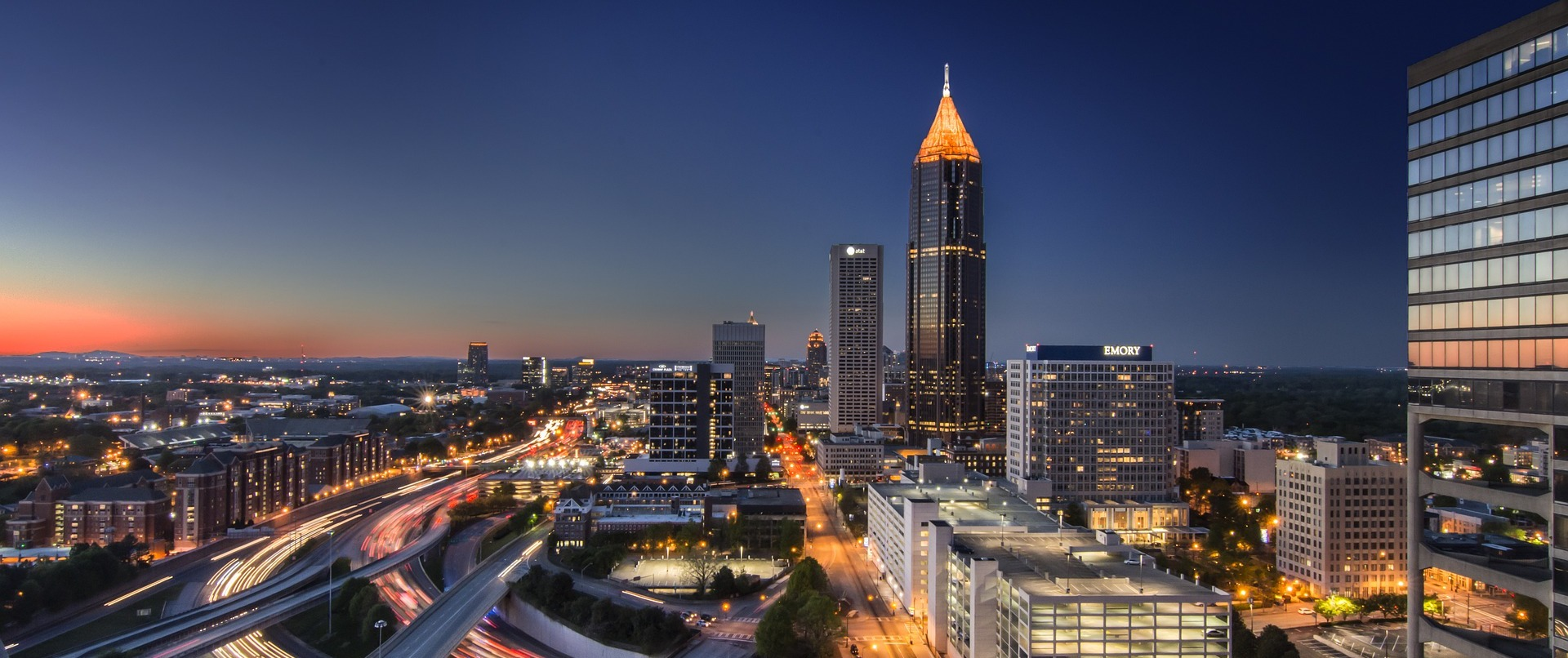
Atlanta (Georgia), lugar de nacimiento de Murphy

Brittany Anne Bertolotti nació en Atlanta (Georgia) en el hospital Georgia Baptist Hospital, hija de Sharon Kathleen Murphy y Angelo Joseph Bertolotti (1926-2019), quienes se divorciaron cuando tenía tres años. Angelo durante este periodo fue arrestado por cargos de posesión de drogas, pasando doce años en prisión; y tuvo tratos con la mafia italiana, en donde operaba como empresario y diplomático para familias de crimen organizado. Murphy se crio únicamente con su madre en Edison (Nueva Jersey). Posteriormente, afirmó que debido a los problemas económicos de Sharon comía spaghetti todas las noches y, en ciertas ocasiones, tenía que rogarle a su madre para comprar ropa en Kmart.
La familia se mudó a Los Ángeles en 1991 y Murphy asistió al Edison High School, para que pudiera seguir una carrera como actriz. Ella dijo al respecto que su madre nunca trató de reprimir su creatividad y la consideraba como un factor crucial en su éxito posterior: «Cuando le pedí a mi madre que se mudara a California, vendió todo y se mudó aquí por mí. Siempre creyó en mí». Su padre es de ascendencia italiana y su madre es de ascendencia irlandesa y eslovaca. Fue criada como bautista y más tarde se convirtió en una cristiana no denominacional. Tuvo dos medios hermanos mayores y una media hermana menor por parte de Bertolotti.

### 1991-2000: inicios y primeros papeles
En 1982 asistió a la Escuela de Danza y Artes Teatrales Verne Fowler en Colonia (Nueva Jersey). Desde los cuatro años, se formó en canto, baile y actuación hasta que se mudó a California a los trece. En 1987, con diez años de edad, hizo su debut teatral llamado Really Rosie, cuya actuación fue alabada por sus profesores; y también llegó a cantar en una obra teatral de Les Miserables. Ella destacó por ser energética al actuar. Llegó a decir que «mis primeras memorias eran querer... entretener a la gente». Debutó en el año 1991 dando el papel de la hermana de Frank en el programa de televisión Murphy Brown, sin embargo, apareció en un solo episodio. Posteriormente consiguió su primer trabajo en Hollywood a la edad de trece años, interpretando el papel de Brenda Drexell en la serie Drexell's Class. Luego pasó a interpretar a Molly Morgan en el cortometraje derivado de The Torkelsons, Almost Home. Apareció como estrella invitada en varias series de televisión, incluidas Parker Lewis Can't Lose, Blossom, seaQuest 2032, Murder One y Frasier. Tuvo roles recurrentes en Party of Five, Boy Meets World y Sister, Sister.
Su papel decisivo fue en su segundo largometraje, la comedia para adolescentes Clueless (1995), dirigida por Amy Heckerling, que desarrolló seguidores de culto. El rodaje inició en noviembre de 1994, en aquél entonces apenas tenía diecisiete años, siendo la más joven del elenco. Su actuación en el filme recibió elogios: John Menter, profesor de actuación durante la infancia de Murphy, dijo: «No fue hasta que la vi, sentado en el cine, que sentí que sería una gran estrella». Durante el rodaje, como no podía asistir a la secundaria, contó con tutores educacionales. La cinta fue un éxito durmiente, recaudando US$56 millones contra su presupuesto de US$12 millones. Clueless es una adaptación libre de la novela Emma (1815) de Jane Austen, y muchos de sus personajes tienen contrapartes en la novela. A partir de ese momento, su madre Sharon fue diagnosticada con cáncer de mama, lo que se vio obligada a cuidar de ella después del lanzamiento de Clueless.
Hizo su segunda obra teatral en Broadway en 1997 dando el papel de Catherine, en una nueva versión de A View from the Bridge de Arthur Miller junto con los actores Anthony LaPaglia y Allison Janney. Siguió con papeles en Freeway (1996), con Reese Witherspoon y Kiefer Sutherland, y la comedia independiente Bongwater (1998). En 1999, apareció como Rivkah en el telefilme The Devil's Arithmetic, el rodaje se llevó a cabo en Lituania y Canadá y se filmó en octubre de 1998; está basada en la novela homónima de Jane Yolen y la dirección es de Donna Deitch. Su actuación fue elogiada por el revisor de Variety David Kronke al afirmar que «aportó una cualidad etérea extraña pero intrigante a su actuación»; sin embargo, IMDb calificó la película con un 6.3 de 10. Ese mismo año tuvo un papel secundario en Girl, Interrupted, de James Mangold, como una paciente psiquiátrica con problemas junto con Winona Ryder y Angelina Jolie. Fue nominada en los Young Artists Awards como mejor actriz protagónica joven en un largometraje por Girl, Interrupted, el 19 de marzo de 2000. Posteriormente dio el rol como una aspirante a reina de belleza en Drop Dead Gorgeous. Prestó su voz al personaje de Luanne Platter en la sitcom animada de Fox King of the Hill durante la totalidad del programa de 1997 a 2009, y Joseph Gribble hasta la quinta temporada. Posteriormente dijo que disfrutaba hacer voice-overs debido a que se podían hacer caseramente, en tono de broma dijo: «Puedes hacerlo incluso en pijamas». Fue nominada para un premio Annie por actuación de voz por el episodio de King of the Hill «Movin 'On Up» en 2000.

### 2000-2009: éxito actoral, declive y últimos trabajos

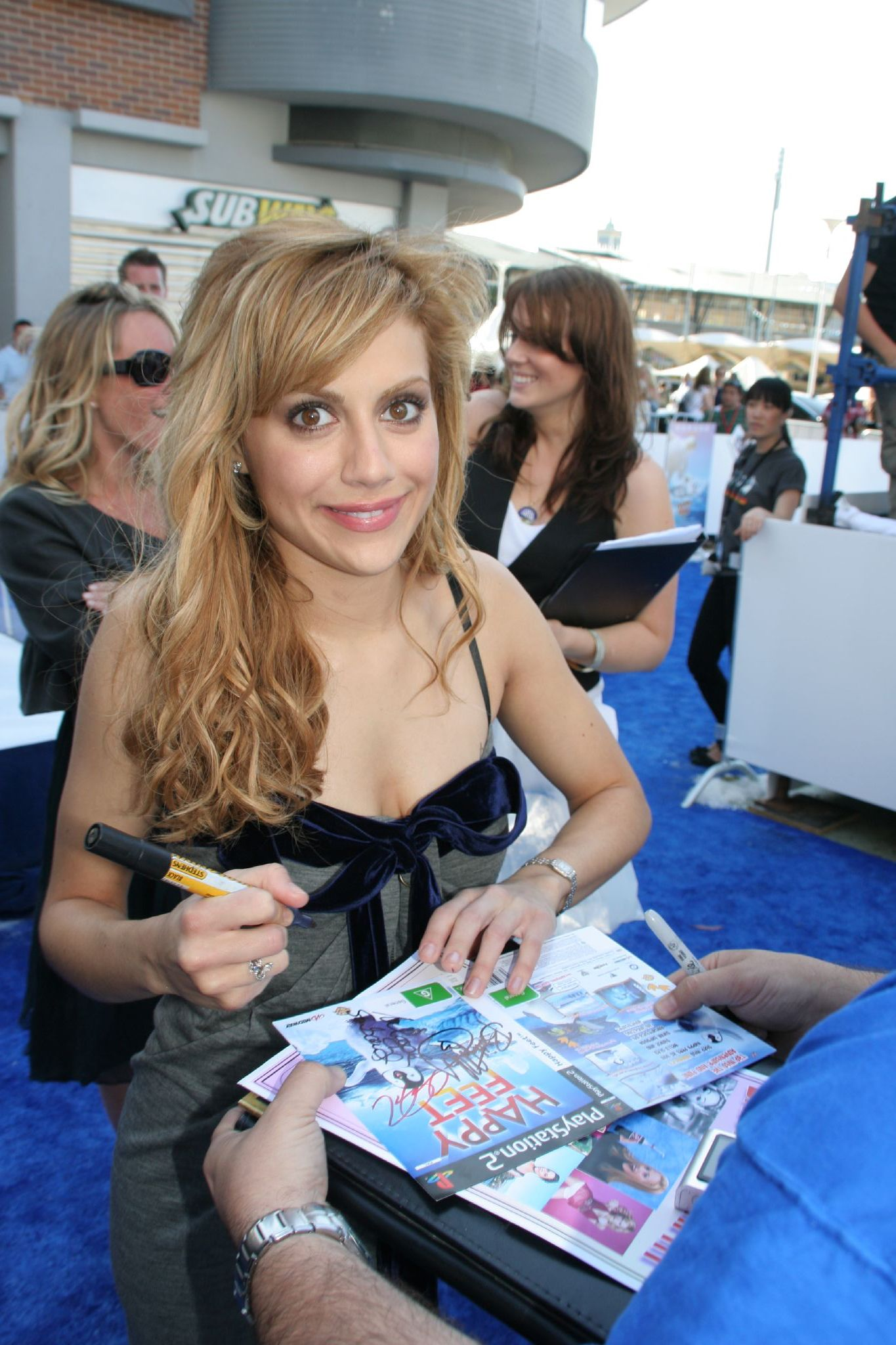
Murphy en el estreno de Australia de Happy Feet en diciembre de 2006

Comenzó la década de 2000 interpretando ciertos papeles, con el de Jody Marken en el thriller Cherry Falls (2000), y el principal en Don't Say a Word (2001) junto con Michael Douglas, cuya recepción crítica fue negativa, pero su actuación fue elogiada. En 2002, hizo el rol de Alex Latourno en la película basada en la vida del rapero estadounidense Eminem, 8 Mile, que recibió críticas positivas, y fue un éxito en taquilla.
Apareció junto con Dakota Fanning en Uptown Girls (2003), interpretando a Molly Gunn, una joven de veintidós años cuyo padre fallecido era músico. El rodaje duró desde julio hasta septiembre de 2002, y se filmó en Silvercup Studios ubicado en Nueva York. Ese mismo año protagonizó la comedia romántica Just Married. A la cinta le fue bien en taquilla, recaudando más de 100 millones de dólares, frente a un presupuesto de 18 millones, pero recibió críticas negativas tanto por la prensa como por los críticos cinematográficos, lo que les dio para aparecer como nominados en los premios Razzie a peor actor, peor actriz de reparto y peor pareja en pantalla para ambos. En ese momento su madre volvió a contraer cáncer de mama, por lo que tuvo que cuidar de ella nuevamente. Un año después dio el rol de Stacy Holt en Little Black Book (2004), que fue otro fracaso en crítica, donde los revisores se centraron en la mala actuación de Murphy. La cinta abrió en el número cinco de la taquilla norteamericana, recaudando US$7 075 217 en su primer fin de semana detrás de Collateral, The Village, The Bourne Supremacy y The Manchurian Candidate. La película terminó su carrera con un total nacional de US$20 698 668 y una adición internacional de US$1 336 164, totalizando US$22 034 832 en todo el mundo. En 2005 apareció en Sin City, dirigida por Robert Rodriguez, Frank Miller y Quentin Tarantino. El crítico de cine Roger Ebert alababa con frecuencia el talento actoral y el ritmo cómico de Murphy, dando buenas críticas a varias de sus películas y comparándola con Lucille Ball:

«En cuanto a Brittany Murphy, para mí, se remonta a los Premios Independent Spirit 2003 [donde] Murphy fue asignada para presentar uno de los premios. Su tarea consistía en leer los nombres de los cinco nominados, abrir un sobre y revelar el nombre del ganador. Esto lo convirtió en una oportunidad para la comedia de improvisación loca, al fingir que no podía seguir esta secuencia, ni siquiera después de que la audiencia gritara instrucciones y el director de escena viniera a susurrarle al oído no una sino dos veces. Hubo algunos en la audiencia que estaban estupefactos por su estupidez. Me quedé estupefacto por su brillantez».
—Roger Ebert

Siguió con varias películas independientes, como Spun (2002), Neverwas (2005) y The Dead Girl (2006) de Karen Moncrieff, así como dos películas de Edward Burns: Sidewalks of New York (2001) y The Groomsmen (2006). Para Spun, a Murphy se le ofreció un papel completamente diferente: bailarina de estriptis. Se filmó en mayo de 2001 en Los Ángeles, y dio el rol de Nikki, una stripper que se vuelve adicta a anfetamina. Antes de que comenzara la producción, aprendió a llamar la atención junto con otros bailarines en un club local de Los Ángeles. Para The Sun reveló: «Tuve dos horas para aprender a hacer pole dance. No es fácil, estaba cubierta de moretones. Después me alineé con otras chicas en el escenario y seguí con mi rutina. Y cuando terminé los jefes del lugar me pidieron que trabajara para ellos». Regresó a la actuación de voz con la película animada Happy Feet de 2006 que también fue muy bien recibida por la crítica, como Gloria Penguin. La cinta fue un éxito en taquilla, recaudó US$384 millones contra su presupuesto de producción de US$100 millones. Después de un hiato, volvió a los cines con el rol de Abby en el filme ambientado en Japón The Ramen Girl (2008), cuyo rodaje inició en abril de 2006. Aparte de aparecer como actriz, hizo su debut como productora de cine.
El rodaje de Across the Hall (2009) comenzó en febrero de 2008, que resultó ser dificultoso para Murphy, ya que en el primer día de la filmación llegó tres horas tarde y a menudo olvidaba sus líneas. El director del filme, Alex Merkin, recordó: «Otra cosa que veía es que Brittany llegaba al set y estaba en un buen momento. Y luego la veía, ya sabes, irse con Simon y pasar algo de tiempo juntos, y, cuando ella regresaba, había un cambio total en su ánimo». Las actitudes de Murphy en el rodaje fue tal, que Merkin se decidió de reemplazarla. Dicha noticia se la dijo al esposo de Murphy, Simon Monjack, quien entró «en pánico» al enterarse, diciendo: «Escucha, podemos arreglar esto. Ella hará lo que quieras hacer. Déjame ir a hablar con ella y arreglamos esto». Entre 2008 y 2009 fue rechazada a varios proyectos mainstream, incluyendo la película animada de Disney Tinker Bell (2008) y la secuela de Happy Feet, Happy Feet 2 (2011).
Sus últimas películas antes de su muerte no tuvieron tanta repercusión como sus antecesoras y algunas fueron estrenadas directamente a vídeo. En 2009 la eligieron para la película de Lifetime TV Tribute, como el personaje principal Cilla. Murphy completó el thriller dramático Abandoned en junio de 2009 que se estrenó en 2010, después de su muerte. En noviembre de 2009, dejó la producción de The Caller, que se estaba filmando en Puerto Rico, y fue reemplazada por Rachelle Lefevre. Negó los informes de los medios de comunicación de que había sido despedida del proyecto después de ser difícil en el set y citó «diferencias creativas». Obtuvo su último papel cinematográfico interpretando a Susan en la película Something Wicked, que se estrenó en abril de 2014 y posteriormente lanzado para video. Su filmación duró desde abril hasta junio de 2009 en Eugene (Oregón) y también fue otro proyecto que le resultó ser difícil, ya que según una «fuente del rodaje» reveló que la actriz «apenas estaba presente» y «perdía la consciencia entre tomas».

### Carrera musical

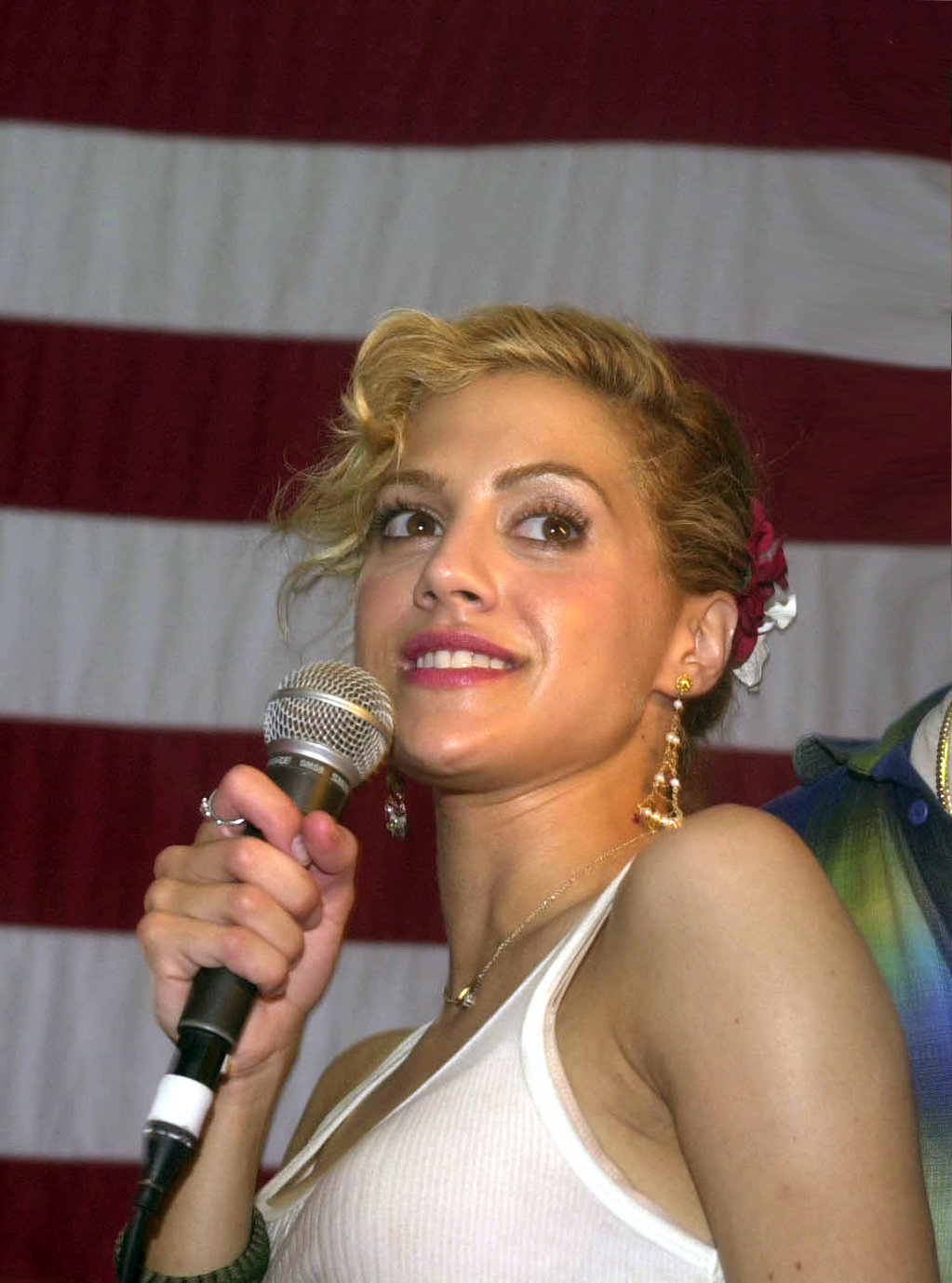
Murphy durante una presentación de la USO a bordo del USS Nimitz el 19 de junio de 2003

Su carrera también incluyó trabajo como cantante. Era capaz de aprender a tocar un instrumento en tan solo veinte minutos de práctica, y supo tocar el piano y la trompeta a temprana edad. Cuando Murphy no había nacido, su madre Sharon miró el musical Oklahoma! (1955), y porque ella sentía que el feto se movía con el ritmo de la música, sabía que su hija tendría inclinaciones musicales. Con respecto a su voz, Brittany comentó: «Mi voz para cantar no es como mi voz para hablar ... Siempre lo he mantenido en secreto y nunca me he atribuido el mérito porque quería aprender a trabajar detrás del micrófono en un estudio de grabación, y algunos de los cantantes ni siquiera saben que fui yo quien grabó en sus álbumes». Un aspecto que ayudó a Murphy en interpretar sus papeles cinematográficos fue con la música: «Puedo volver a cualquier escena que haya hecho y decirte la canción que estaba en mi cabeza». En una entrevista afirmó que su influencia musical principal era la cantante estadounidense Madonna: «Comencé en clases de baile y siempre he [cantado] desde que tengo uso de razón. Cuando tenía nueve años, comencé a hacer teatro musical en el área de Nueva Jersey, de donde soy. La forma más rápida de entretener a más gente era hacer una audición para comerciales, y eso era lo primero que estaba disponible ya que estaba justo sobre el río Hudson. Madonna tenía una cita: “Voy a cambiar el mundo”; eso fue una gran inspiración para mí, así que decidí que iba a ser mi propia versión de Madonna cuando creciera». Planes para lanzar un álbum de estudio se tenían previstos; sin embargo, dicho proyecto no se llevó a cabo. Llegó a grabar demos inéditas que no se llegaron a lanzar oficialmente, y la canción «Boomlay» se llegó a filtrar en Internet, aunque no se logró a completar y parte de la grabación quedó perdida. Formó parte de una banda llamada Blessed Soul con su compañero de actuación Eric Balfour a principios de la década de 1990. El 6 de junio de 2006, Murphy y Paul Oakenfold lanzaron el sencillo «Faster Kill Pussycat», del álbum A Lively Mind. La canción se convirtió en un éxito y alcanzó el número uno en la lista Hot Dance Club Play de Billboard. También alcanzó el número siete en el Reino Unido en junio de 2006. Volvió a incursionar en la música con el lanzamiento de la película Happy Feet, en la que versionó «Somebody to Love» de Queen y «Boogie Wonderland» de Earth, Wind & Fire. Murphy dijo al respecto sobre el personaje de Gloria de dicho filme:

«Curiosamente, de todos los personajes que he interpretado, Gloria es la que más se parece a mí. ¡Y ella es un pingüino! George Miller siempre quiso que una persona hiciera las dos [hablar y cantar]. Le dije: “Puedo cantar” y le pedí que me diera una oportunidad. No creo que me tomara muy en serio, porque la mayoría de los actores dicen que pueden hacer la mayoría de las cosas».
—Brittany Murphy

Después de su muerte se especularon teorías si de verdad Murphy tenía planeada iniciar su carrera musical como solista. Una fuente de E! Online afirmó: «Obviamente esto no es algo de Michael Jackson, pero la gente definitivamente está interesada en Brittany y su historia. Dependiendo de lo que haya grabado y del tipo de calidad que tenga, podría terminar teniendo una o dos canciones exitosas».

## Vida personal

### Relaciones y amistades

#### Kutcher, Kwatinetz y Macaluso

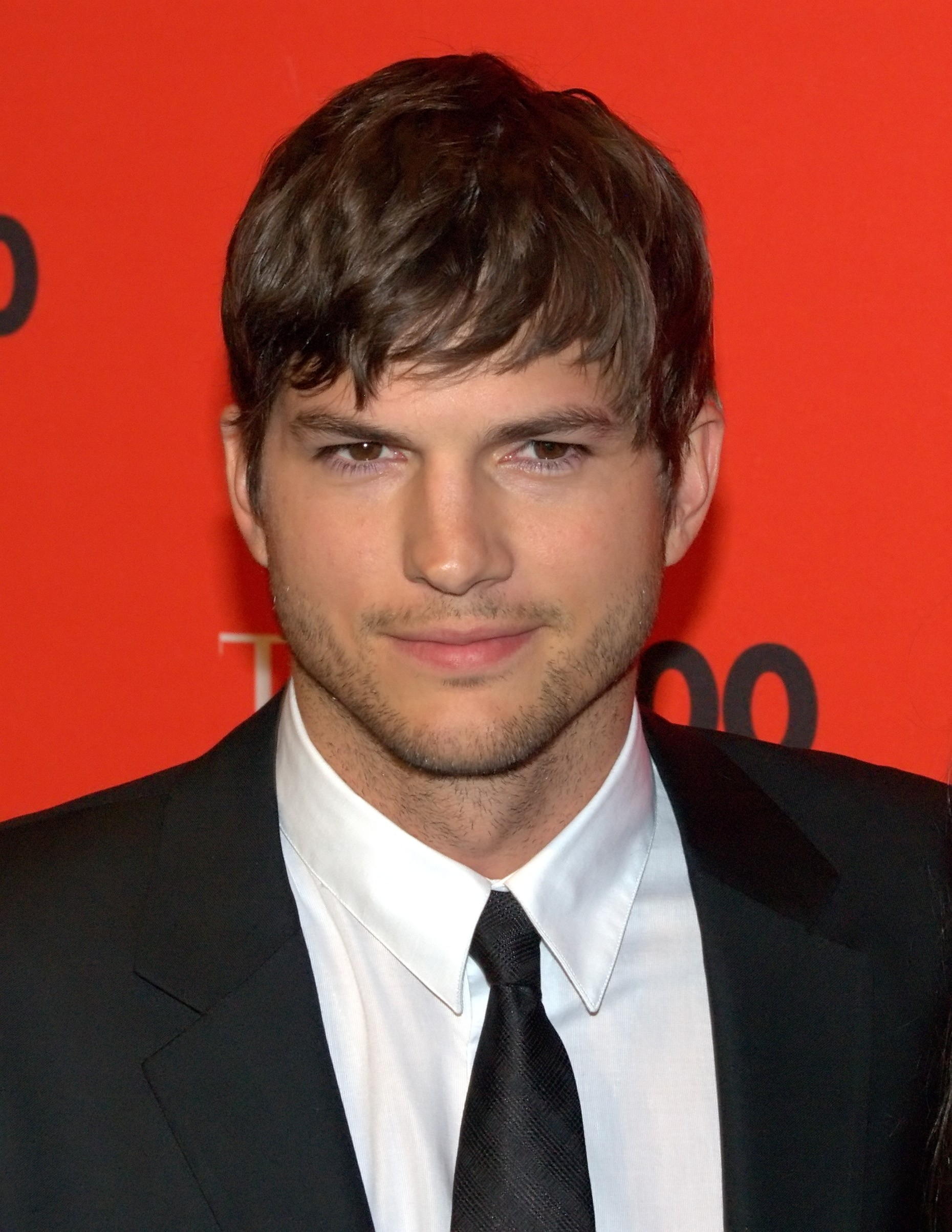
Ashton Kutcher (fotografiado en 2010) fue pareja de la actriz desde 2002 hasta 2003

A finales de 2002 comenzó a salir con Ashton Kutcher, su coprotagonista en Just Married, donde se conocieron durante el rodaje de la misma. El director de la cinta, Shawn Levy, ha comentado sobre la relación diciendo: «Desde el minuto que se conocieron, estaban juntos, reían todo el tiempo, se hacían bromas y se veían felices». Posteriormente se dio a conocer que se habían comprometido, debido a que tanto Kutcher como Murphy usaban anillos, aunque nunca se confirmó de manera oficial.
Anteriormente estaba comprometida con el gerente de talentos Jeff Kwatinetz, pero su relación solamente duró cuatro meses. Posteriormente estuvo con Joe Macaluso en diciembre de 2005, un asistente a de producción que conoció mientras trabajaba en la película Little Black Book. Cuatro meses después de la filmación de The Ramen Girl, que fue en abril de 2006, terminaron su relación.

#### Winona Ryder
A principios de los años 2000, tuvo como estrecha amistad a la actriz estadounidense Winona Ryder, quien trabajó con ella en la película dramática Girl, Interrupted (1999). Para Los Angeles Times en septiembre de 2001 fue más abierta sobre su amistad con Ryder, en donde reveló llamarla su «mentora definitiva». A su vez dijo: «Antes, no sabía cómo los actores conseguían verse tan bonitos. Tienen estilistas, peinados y maquillajes. Miro fotos antiguas del estreno de Clueless y parezco una albóndiga encima de otra albóndiga». Durante una entrevista por televisión, Murphy junto con Ryder se subieron a un auto Mercedes y se besaron boca a boca. A raíz de esto se inició la teoría que si Murphy era lesbiana, algo que ella rechazó. Para People remarcó: «Así fue mi presentación ante los medios, la portada del National Enquirer». También dijo que «simplemente nos besamos como una broma. No sabía qué hacer porque [los fotógrafos] estaban frente al auto y era atropellarlos o simplemente quedarse allí. Entonces comencé a hacer muecas y de repente me convertí en la amante lesbiana de Winona Ryder». Posterior a la muerte de Murphy, Ryder le reveló a Total Film que le resulta difícil ver la película después de este acontecimiento: «No puedo ver la película ahora. Su personaje se suicida en la película, simplemente no puedo. Yo era muy cercana a Brittany, incluso en los momentos previos a su muerte».

#### Eminem

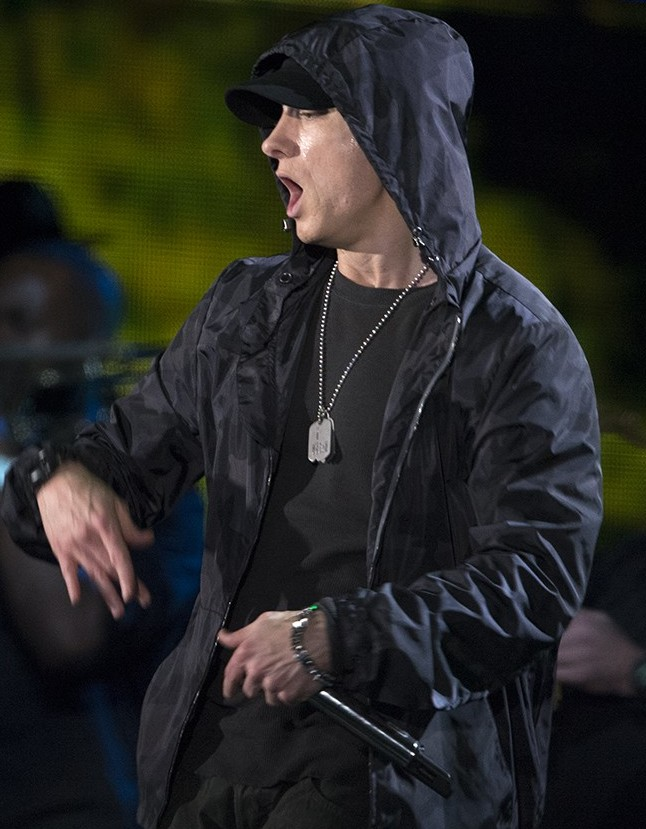
Se difundieron rumores apócrifos de que Murphy estaba en una relación con el rapero estadounidense Eminem (en la imagen en 2014) después del rodaje de 8 Mile (2002), película en la que ambos aparecen

Durante la filmación de 8 Mile (2002) conoció al rapero, cantautor y actor estadounidense Eminem. Tras el lanzamiento de la cinta los rumores sobre una posible relación amorosa entre ellos dos se hicieron eco. Cuando le preguntaron en Late Show with David Letterman si habían salido, ella respondió: «Sí, claro» y, riéndose, agregó: «Bueno, ya pasó. Fue breve». Más allá de las especulaciones, posteriormente se confirmó que ambos no tuvieron ninguna relación. En otra entrevista con The Morning Call, reveló que era muy fanática de Eminem: «Soy fanática de él... creo que es muy incomprendido». «Él es brillante... es un chico brillante», continuó. Cuando el entrevistador le preguntó si el rapero estaba nervioso durante las grabaciones con ella, respondió en broma: «Tendrías que preguntarle. No quiero aparecer en alguna canción o algo así. Estoy teniendo cuidado». En otra ocasión, cuando le preguntaron si tuvieron «algo fuera de la pantalla», respondió: «No lo diré».
Más tarde, Eminem reveló en Vibe que el fallecimiento de la actriz lo afectó mucho y que le aterraba la idea de morir en circunstancias similares. También dijo que la muerte de Murphy «fue una locura. Es demencial porque durante un tiempo fuimos cercanos y ella era muy buena persona. Es una locura cuando ves estos casos, no solo el de ella, sino todos los casos que han ocurrido en Hollywood con gente de la música, de la actuación. Gente famosa. Gente famosa muriendo de sobredosis en tasas alarmantes y esto casi suena como una publicidad».

#### Simon Monjack
«Simon Monjack fue un mentiroso, estafador, ladrón, sociópata, vividor y narcisista, todo mezclado en una bola de disfunción».
Mark Ebner en el documental de 2023 Gone Before Her Time: Brittany Murphy

Meses después de su relación con Macaluso conoció al británico Simon Monjack, que trabajaba como guionista y director de cine. Se conocieron durante la filmación de The White Hotel, en donde Murphy hacía el rol de actriz y Monjack de director, sin embargo, dicha cinta no llegó a ser lanzada y su producción se vio pausada. En el documental de 2021 What Happened to Brittany Murphy? varios compañeros y amigos de Monjack lo acusaron de ser el responsable de los cambios físicos de Murphy y también quien no la dejaba conectarse con sus familiares. De acuerdo con el testimonio de su exprometida, Elizabeth Ragsdale, Monjack «era un individuo perturbado que estaba acostumbrado a estafar a la gente y Brittany fue una de sus últimas víctimas». En la miniserie de dos capítulos, Ragsdale explicó que Monjack le dijo que sufría de cáncer vertebral y que necesitaba tratamientos de cartílago de tiburón para recuperarse. No fue hasta que él la abandonó mientras Ragsdale estaba embarazada que contactó a la madre de Monjack, Linda Monjack, y se dio cuenta de que la historia era falsa. Linda, quien fue entrevistada, defendió a su hijo en este sentido, diciendo que había desarrollado una paranoia extrema después de la muerte de cáncer de su propio padre, William Monjack: «Ciertamente no creo que haya salido a decirle a la gente que tenía cáncer. Creo que lo creyó». Antes de que Monjack conociera a Murphy, estuvo con la cineasta Allison Burnett en una cena públicamente, donde les dijo a los invitados reunidos que era multimillonario, había salido con Elle Macpherson y Madonna, tenía una colección de Ferraris y que estaba muriendo de cáncer cerebral hasta que compró un tratamiento derivado de las aletas de tiburón que le salvó la vida; sin embargo, dichas teorías se revelaron que fueron mentiras. A raíz de esto los medios sospecharon que si ella había estado siendo engañada por un estafador. Kathy Najimy, recordó: «[People] estaban asustados. Como, “¿quién es este hombre y qué está sucediendo?”», «Quería casarse con él, y le dije: “querida, no ha sido suficiente”». Otra reportera dijo que sus amigos y familia intentaron separarla de Monjack en un momento, pero su intervención fracasó. Después de eso fue como si «desapareciera», según su amiga Lisa Rieffel: «Simon se la llevó. Se aseguró de que nadie pudiera llegar a ella». La pareja no anunció su compromiso de antemano y rara vez aparecían juntos en público antes de su matrimonio. En mayo de 2007 se casaron en una ceremonia judía de Los Ángeles. Durante los últimos tres años y medio de su vida, ella, su madre y Monjack se mudaron juntos en la misma mansión que Britney Spears y Justin Timberlake vivieron, y conservó muchos de sus muebles viejos.

### Problemas de salud
A principios de la década de 2000 había perdido una gran cantidad de peso, lo que llevó a rumores de adicción a la cocaína o de que sufría de bulimia o anorexia. Rechazó los rumores que aseguraban que sufría un desorden alimenticio; en cuanto a posible adicción a alguna droga, en 2005 impugnó tales afirmaciones a la revista Jane, diciendo: «No, solo para que conste que nunca he probado [droga] en toda mi vida». También declaró:

«Tengo el mismo tamaño que tenía en Clueless, solo que el peso en tu cara cambia a medida que creces y envejeces. Solía sentirme avergonzada por ser demasiado pequeña. Tenía un publicista en ese momento que me dijo que debería cubrir mis brazos en las fotos. El sintió que, si hacía eso, dejarían de meterse conmigo. Tenía buenas intenciones, pero me hizo sentir muy cohibida. Entonces llegué a un acuerdo con él. Este es mi cuerpo; estoy orgullosa de él, así que ¿a quién le importa? Ahora he dejado de intentar comer doce huevos en el desayuno. Estoy sana que es lo más importante».
Brittany Murphy

En este punto, ella había firmado recientemente como modelo de los jeans Jordache. A su vez desde muy temprana edad comenzó a ser adicta al tabaco, aparecía fumando tanto en películas como en los making-ofs en las que ella aparecía. Un periodista de la Rolling Stone remarcó que «ella olía a vainilla y albaricoques. Tenía un cigarrillo en la mano.... Después de un rato, señaló que este era solo su tercer cigarrillo de la semana y que, en consecuencia, “No fumo, y no estoy fumando”. Pero estás fumando. “Oh, ahora”, dijo, como si solo un tonto pudiera pensar lo contrario ... a pesar de que no fuma y no estaba fumando, encendió su cuarto cigarrillo de la semana y comenzó a fumar con avidez, pasando el tiempo en el baño hasta que volvió a ser un buen momento para ella». Ella intentó dejar su adicción, e incluso llegó a aparecer en una campaña antitabaco para jóvenes de quince minutos sobre no fumar a más de 10 000 escuelas como complemento del programa educativo «Right Decisions, Right Now». También estaba en contra del consumo tanto de marihuana como de drogas. A su vez, sufría de diabetes mellitus tipo 1.
La actriz neozelandesa Melanie Lynskey, una de sus amistades, expresó su opinión sobre los cambios físicos de Murphy. Para InStyle afirmó: «Yo era amiga de Brittany Murphy, y la forma en que ella se veía a sí misma siempre me rompió el corazón: las cosas que sentía que tenía que cambiar para ser una actriz exitosa». «Ella era perfecta como era, pero la gente intentaba presentarla como “la gorda”, porque cuando era una adolescente muy joven, sus mejillas eran un poco redondas. La gente te dice que eres una cosa particular, y es muy difícil de combatir». El problema de su bajada de peso fue tal, que se volvió más débil, impidiéndose ponerse de pie por sí misma. La directora de cine Trista Jordan, recordó: «He estado junto con miles de actores y nunca vi a alguien tan delgado. Sus codos... Y para levantarse de una silla parecía Bambi».
Desde su relación con Simon Monjack era adicta a las cirugías plásticas, donde él la forzaba a operase la nariz y a perder aún más peso. Sara Hammel de People compartió que la influencia de Monjack en Murphy era particularmente preocupante, diciendo:

«Monjack la animó a volverse adicta a la cirugía plástica. Él le decía: “Tus dientes no están bien. Tu nariz no está bien. Es posible que tengamos que hacer algo con tu barbilla”».
«Se volvió cada vez más insegura sobre su apariencia, cada vez más paranoica de que la gente la persiguiera».
Sara Hammel

## Fallecimiento
«En cuanto a tener un propósito de año nuevo, me encantaría poder tener un hijo el próximo año».
Brittany Murphy durante su última entrevista con Access Hollywood el 3 de diciembre de 2009, diecisiete días antes de su muerte

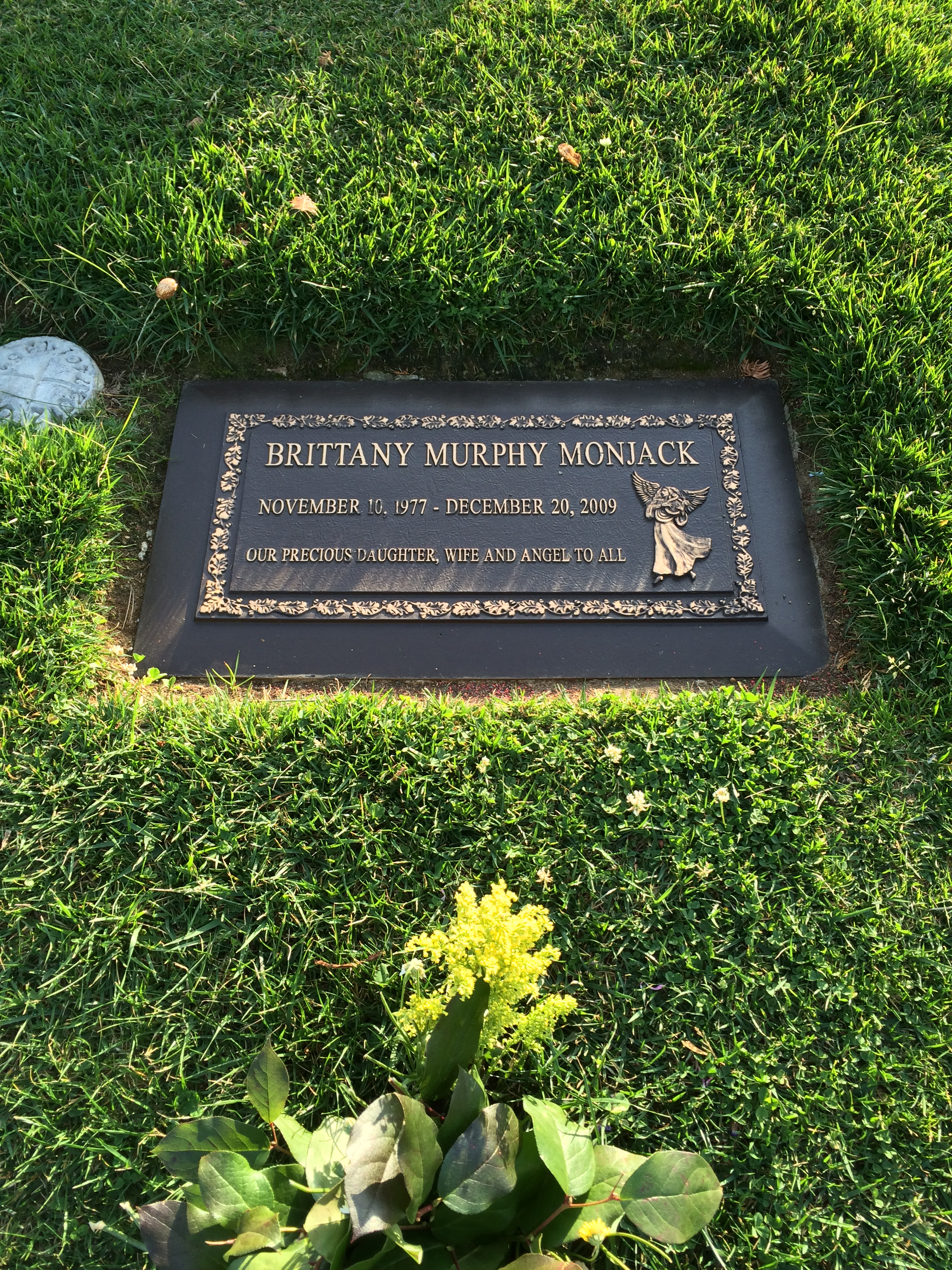
Tumba de Murphy en Forest Lawn Memorial Park (Hollywood Hills)

A las 08:00 (16:00 GMT) el 20 de diciembre de 2009, el Departamento de Bomberos de Los Ángeles respondió a «una solicitud médica» en la casa de Los Ángeles que compartían Murphy y Monjack. Aparentemente se había derrumbado en su baño. Posteriormente, los bomberos la intentaron reanimar en la escena. La transportaron al Centro Médico Cedars-Sinaí, donde murió a las 10:04 a. m. después de sufrir un paro cardíaco.
Aunque Monjack se opuso a hacerle una autopsia se realizó una al día siguiente de su muerte. La oficina del forense del condado de Los Ángeles, en un informe emitido en febrero de 2010, indicó que la forma de muerte fue accidental y que se debió a neumonía, con factores secundarios de anemia severa por deficiencia de hierro e intoxicación por múltiples drogas. El forense encontró una variedad de medicamentos recetados y de venta libre en su sistema, siendo la razón más probable para tratar un resfriado o una infección respiratoria. Estos incluían «niveles elevados» de hidrocodona, paracetamol, l-metanfetamina y clorfeniramina, todos los cuales eran legales. El informe observó: «no se pueden descartar los posibles efectos fisiológicos adversos de niveles elevados de estos medicamentos, especialmente en su estado debilitado». El 24 de diciembre de 2009 en Víspera de Navidad, la enterraron en Forest Lawn Memorial Park (Hollywood Hills). En enero de 2010, su esposo Simon Monjack y su madre Sharon Murphy, afirmaron que ella no consumía drogas ni alcohol y que el primero no causó su muerte; en cambio, la atribuyeron a una afección cardíaca: prolapso de la válvula mitral.
En enero de 2010, la madre de Monjack, Linda Monjack, le dijo a la revista People que su hijo estaba «enfermo, y los médicos están realizando pruebas. Sobre si tiene un problema cardíaco, no me corresponde a mí decirle, debe preguntarle, pero sí, ha habido problemas de salud en el pasado. Creo que es de conocimiento común, y ha estado en la prensa que tuvo un leve ataque cardíaco una semana antes de la muerte de Murphy». El 23 de mayo, Monjack fue encontrado muerto en la misma residencia de Hollywood Hills. Las autoridades indicaron que la madre de Murphy, Sharon, llamó a servicios de emergencia tras encontrarlo inconsciente en el dormitorio principal de la casa. El informe del forense atribuyó su muerte a neumonía aguda y anemia severa. Se informó que el Departamento de Servicios de Salud del Condado de Los Ángeles había considerado el moho tóxico en su casa como una posible causa de las muertes, pero esto se descartó por el forense adjunto de Los Ángeles, Ed Winter, quien afirmó que «no había indicadores» de que el moho fue un factor. Sharon Murphy describió los informes de que el moho contribuyó a las muertes como «absurdas» y continuó afirmando que el Departamento de Salud nunca solicitó inspeccionar la casa en busca de moho. En diciembre de 2011, Sharon Murphy cambió su postura, anunciando que el moho tóxico ha sido lo que mató a su hija y a su yerno, y presentó una demanda contra los abogados que la representaron en una anterior denuncia contra los constructores de la casa donde su hija y yerno murieron.
En enero de 2012, su padre, Angelo Bertolotti, presentó una solicitud ante el Tribunal Superior de California solicitando que la oficina del forense del condado de Los Ángeles entregara muestras del cabello de su hija para realizar pruebas independientes, ya que, según él, fue envenenada. La demanda fue desestimada siete meses después, luego de que Bertolotti no asistiera a dos audiencias diferentes. En noviembre de 2013, afirmó que un informe de toxicología mostró que el envenenamiento deliberado por metales pesados, incluidos el antimonio y el bario, fue una posible causa de la muerte de su hija. Sharon Murphy describió el reclamo como «una difamación». Nueve años después de la muerte de Murphy, el 22 de enero de 2019, Bertolotti fallecería a la edad de 92 años, después de enfrentar una larga enfermedad.

### Brittany Murphy Foundation
En enero de 2010, Sharon Murphy y Simon Monjack establecieron la Brittany Murphy Foundation, un fondo benéfico para la educación artística de los niños, además de apoyar la USO y la investigación sobre el cáncer. Se lanzó el 4 de febrero de 2010 en un evento de recaudación de fondos en el Teatro Saban de Beverly Hills. Después de que una búsqueda de registros reveló que no se había presentado la condición de organización sin fines de lucro, la misma reembolsó todas las donaciones recibidas. En una carta oficial en el sitio web de la fundación, declararon que en un esfuerzo por establecerla lo más rápido posible, la habían establecido como una fundación privada con planes para solicitar el estado sin fines de lucro más adelante. Sin embargo, dijeron que habían decidido esperar hasta que se aprobara la condición de organización sin fines de lucro antes de seguir adelante para honrar verdaderamente a Murphy y las metas caritativas. El 10 de noviembre de 2013, la Brittany Murphy Fundation fue relanzada oficialmente por su padre Angelo Bertolotti, según un comunicado de prensa publicado en el sitio web de la fundación. En septiembre de 2018, la Brittany Murphy Fundation parece haber desaparecido. GuideStar USA, Inc., un servicio de información que se especializa en informar sobre empresas estadounidenses sin fines de lucro, informa que Brittany Murphy Foundation no ha aparecido en el archivo maestro de negocios del IRS en varios meses, lo que puede indicar que ha cesado sus operaciones.

### Documentales
Años después de su muerte se realizaron una serie de documentales biográficos que abarcan la historia de su carrera y fallecimiento. En 2020 Investigation Discovery estrenó un documental exclusivo sobre las circunstancias de la muerte de Murphy llamado Brittany Murphy: An ID Mystery, lo que generó una serie de preguntas sin respuesta, donde los documentalistas sugieren que su entonces esposo, el guionista Simon Monjack, y su madre, Sharon Murphy, pueden haber contribuido a su muerte. Su padre aparece en el documental diciendo que siempre creyó que la madre y el esposo de su hija estaban involucrados en las dos muertes, algo que ella ha negado.
El 14 de octubre de 2021, bajo el servicio de streaming HBO Max, se estrenó una docuserie de dos capítulos llamada What Happened, Brittany Murphy?, donde también cubría el misterio de su fallecimiento. Están presentes varias celebridades que la conocían, como Kathy Najimy, Taryn Manning, Lisa Rieffel, o la directora de la película Clueless, Amy Heckerling. Varias personas especulaban de que en realidad Monjack fue quien la controlaba constantemente, impidiéndola salir con sus amistades. La reportera Amber Ryland, quien tuvo una entrevista con Monjack después de la muerte de Murphy dijo: «Estaba pensando, “¿Estoy sentada con un asesino?” “¿Pudo haber matado a su esposa?”». Según la exprometida de Monjack, Elizabeth Ragsdale, «Creo que Simon Monjack, aunque no haya matado a Brittany Murphy, permitió que muriera porque no la llevó a un médico y no le consiguió ayuda, y creo que hizo lo mismo consigo mismo». La reportera Sara Hammel de People comentó que «si no fuera por Simon Monjack, habría una gran chance de que Brittany Murphy siguiera viva». Después del estreno, Daniel Fienberg escribió para The Hollywood Reporter que el documental era «un 20 % un recordatorio del talento trascendente de Murphy, un 30 % una investigación sin salida sobre el misterio de su muerte, y 50 % un examen poco esclarecedor del difunto esposo de Murphy», y concluyó su reseña diciendo que «[Murphy] merecía algo mejor que el trato que recibió en los medios, lo que probablemente contribuyó a la capacidad [de Monjack] de controlarla de la forma en que lo hizo». La docuserie fue mal recibida por los críticos: el agregador de reseñas Rotten Tomatoes le dio 19 % y manifestó: «What Happened, Brittany Murphy? hace grandes preguntas sobre una estrella amada, pero sin la gracia y la humanidad necesarias para hacer lo correcto por el legado de su sujeto». Dos años después del lanzamiento de la docuserie, Winter hubiera fallecido a la edad de 73 años por causas naturales, y otro medio de streaming llamado Tubi, publicó Gone Before Her Time: Brittany Murphy, un nuevo documental biográfico. En él están presentes Stacey Dash —coprotagonista en la cinta de culto Clueless (1995)—, entre otras personas cercanas a Murphy.

## Legado
Adam White, para Dazed Digital el 15 de noviembre de 2017 manifestó que «la actriz era pequeña, pero magnética, con la rara habilidad de parecer completamente accesible y aterradora. Tenía una gran risa obscena y actuaba con un ánimo maníaco mezclado con la incredulidad sin aliento de que las cosas hubieran salido tan bien». Siguió afirmando que «ella era el equivalente a bailar en tu habitación al ritmo de una canción de las Spice Girls, o llorar a carcajadas al final de una fiesta después de muchos tragos». En un artículo de la revista Flood Magazine del 19 de diciembre de 2019, Lizzie Logan escribió que Murphy apareció en algunas de las mejores películas de su época, pero que «murió muy joven para establecer un legado adecuado, y de manera silenciosa para los súper estrellatos póstumos». Volvió a declarar que «no era lo suficientemente bonita para ser una protagonista femenina en una época en la que las ágiles y etéreas Gwyneth Paltrow y Kirsten Dunst eran las it girls del momento». La cantante y actriz estadounidense Ariana Grande fue comparada con la actuación de Murphy en Clueless cuando dio el rol de Cat Valentine en la serie televisiva de Nickelodeon Victorious (2010-2013), fue descrito como «muy impresionante y fácilmente influenciable» pero «generalmente dulce».
Tras su fallecimiento, gran cantidad de amistades le dedicaron palabras en entrevistas, reconociendo su legado y labor dentro de la industria cinematográfica. Dakota Fanning, su compañera de reparto de la película Uptown Girls (2003) quien mantuvo una amistad con ella, dijo que apreciaba el tiempo que pasaron juntas tanto en el rodaje de la película como en eventos a los que asistió junto a ella, y que estaba «muy agradecida de haber tenido la oportunidad de trabajar juntas». La canción «Faster Kill Pussycat», del deejay británico Paul Oakenfold interpretada por Murphy, volvió a entrar en el número siete en el UK Dance Chart. También entró en el UK Indie Chart en la misma semana, donde alcanzó al puesto trece. En la docuserie de HBO Max What Happened, Brittany Murphy?, la coestrella de la película 8 Mile Taryn Manning la recordaba como «de espíritu libre, caprichosa y llena de risa».
En 2014 se lanzó la película biográfica The Brittany Murphy Story, donde relata la vida de la actriz. Emitido en el canal de televisión Lifetime el 6 de septiembre, aparece Amanda Fuller interpretando a Murphy, Sherilyn Fenn a Sharon y Eric Petersen a Monjack. Desde su lanzamiento recibió críticas negativas por parte de los medios, donde la gran mayoría destacaron la mala interpretación de Fuller a Murphy en el filme. Angelo Bertolotti, padre de la actriz, expresó su disgusto ante la película, tachándola de «falsa», «no autorizada» y «horrible»; a su vez declaró: «Sinceramente, estoy sorprendido con que hayan tenido el valor de decir que es “una historia real” sin llevar a cabo ninguna investigación […] The Brittany Murphy Story es una ofensa a todo lo que mi hija era en la vida real. Es horrible, no autorizado y completamente falso».
Alicia Silverstone, quien también fue su compañera de reparto en Clueless (1995) y una de sus amistades, comentó cómo fue trabajar con Murphy durante el rodaje de la película; en una entrevista con Vogue en 2020 Silverstone dijo:

«Brittany no se parecía en nada a su papel de Tai. Me acuerdo de verla y pensar que era increíble para el personaje. No puedo ni decir cuántas chicas fueron a audicionar para ese papel, pero sí recuerdo ver a Brittany y pensar en lo adorable que era. Como me pareció maravillosa, y sentí que había elevado el rol de Tai a nuevos niveles, hablé con Amy rápidamente y le dije "¡Ella es la indicada! Ella es la mejor", esperando que coincidiera conmigo».

Tres años después de dicha entrevista la volvió a recordar, diciendo aún más detalles de cómo fue su relación con ella:

«Siempre recuerdo cuando audicionó para el papel. Era la primera vez que estaba en una sala de casting donde no estaba audicionando. Solo estaba allí para ayudarlos a facilitar las lecturas. Solo recuerdo cuando entró e hizo el suyo, porque cuando salió de la habitación, yo estaba como, "¡Chicos! ¿Vieron eso?" como si no lo supieran. Dijeron: "¡Sí, lo vimos!" Ellos también estaban emocionados, pero era mi primera vez. Ella era tan buena».
«Me encantó trabajar con ella. Nuestras madres estaban muy juntas en el set. Fue agradable cómo cuando vino mi mamá, la suya también estaba allí. Había algo dulce en eso. Pero nunca olvidaré cuando ella me dijo, "Eres una virgen que no puede conducir" con sus pequeños labios carnosos. Es la cosa más linda del mundo».
—Alicia Silverstone

Como consecuencia de su deceso, uno de sus últimos trabajos llamado Deadline (2009), Redbox, una empresa estadounidense de alquiler y transmisión de videos bajo demanda , sacó todos los carteles de la película que se exhibían en los quioscos de Estados Unidos. El póster representaba al personaje de Murphy sentada en la bañera con una versión muerta y con el reflejo de otro personaje femenino en el espejo.

## Filmografía
| - Family Prayers (1993) - Clueless (1995) - Freeway (1996) - Bongwater (1997) - Drive (1997) - Falling Sky (1998) - The Prophecy II (1998) - Phoenix (1998) - Zack and Reba (1998) - Drop Dead, Gorgeous (1999) - Girl, Interrupted (1999) - Trixie (2000) - Angels! (2000) | - Cherry Falls (2000) - The Audition (2000) - Sidewalks of New York (2001) - Summer Catch (2001) - Don't Say a Word (2001) - Riding in Cars with Boys (2001) - Spun (2002) - Something in Between (2002) - 8 Mile (2002) - Just Married (2003) - Uptown Girls (2003) - Good Boy! (2003) - Little Black Book (2004) | - Sin City (2005) - Neverwas (2005) - The Groomsmen (2006) - Love and Other Disasters (2006) - Happy Feet (2006) - The Dead Girl (2006) - The Ramen Girl (2008) - Futurama: The Beast with a Billion Backs (2008) - Across the Hall (2009) - Deadline (2009) - Tribute (2009) - Abandoned (2010) - Something Wicked (2014) |

## Premios y nominaciones
| Annie Awards | Annie Awards | Annie Awards                                                             | Annie Awards | Annie Awards |
| Año          | Categoría | Trabajo nominado                                                         | Resultado    | Ref.         |
| ------------ | --- | ------------------------------------------------------------------------ | ------------ | ------------ |
| 1997         | Mejor Logro Individual: Actuación de voz de una intérprete femenina en una producción de televisión                | King of the Hill —como Luanne Platter—                                   | Nominada     | [ 213 ]      |
| 2000         | Logro individual destacado por la actuación de voz de una intérprete femenina en una producción televisiva animada | King of the Hill —como Luanne Platter en "Movin' on Up"—                 | Nominada     | [ 214 ]      |
| 2004         | Actuación de voz en una producción televisiva animada                                                              | King of the Hill —como Luanne Platter en "Girl, You'll Be a Giant Soon"— | Ganadora     | [ 215 ]      |

| Awards Circuit Community Awards | Awards Circuit Community Awards                | Awards Circuit Community Awards | Awards Circuit Community Awards | Awards Circuit Community Awards |
| Año                             | Categoría                                      | Trabajo nominado                | Resultado                       | Ref.                            |
| ------------------------------- | ---------------------------------------------- | ------------------------------- | ------------------------------- | ------------------------------- |
| 1995                            | Mejor actriz de reparto en un papel secundario | Clueless                        | Nominada                        | [ 216 ]                         |

| Satellite Awards | Satellite Awards                                         | Satellite Awards | Satellite Awards | Satellite Awards |
| Año              | Categoría                                                | Trabajo nominado | Resultado        | Ref.             |
| ---------------- | -------------------------------------------------------- | ---------------- | ---------------- | ---------------- |
| 2002             | Premio Satellite a la mejor actriz de reparto - Película | Don't Say a Word | Nominada         | [ 217 ]          |

| Spike Video Game Awards | Spike Video Game Awards             | Spike Video Game Awards                         | Spike Video Game Awards | Spike Video Game Awards |
| Año                     | Categoría                           | Trabajo nominado                                | Resultado               | Ref.                    |
| ----------------------- | ----------------------------------- | ----------------------------------------------- | ----------------------- | ----------------------- |
| 2006                    | Mejor actuación femenina de reparto | Marc Eckō's Getting Up: Contents Under Pressure | Nominada                | [ 218 ]                 |

| Teen Choice Awards | Teen Choice Awards                                  | Teen Choice Awards | Teen Choice Awards | Teen Choice Awards |
| Año                | Categoría                                           | Trabajo nominado   | Resultado          | Ref.               |
| ------------------ | --------------------------------------------------- | ------------------ | ------------------ | ------------------ |
| 2003               | Mejor actriz de cine - Comedia                      | Just Married       | Nominada           | [ 219 ]            |
| 2003               | Choice Lip Lock —compartido con Ashton Kutcher—     | Just Married       | Nominada           | [ 219 ]            |
| 2003               | Mejor actriz de película - drama/acción y aventuras | 8 Mile             | Nominada           | [ 219 ]            |
| 2003               | Choice Lip Lock —compartido con Eminem—             | 8 Mile             | Nominada           | [ 219 ]            |
| 2005               | Mejor actriz de cine - Drama                        | Little Black Book  | Nominada           | [ 220 ]            |

| Young Artist Awards | Young Artist Awards                                                                               | Young Artist Awards               | Young Artist Awards | Young Artist Awards |
| Año                 | Categoría                                                                                         | Trabajo nominado                  | Resultado           | Ref.                |
| ------------------- | ------------------------------------------------------------------------------------------------- | --------------------------------- | ------------------- | ------------------- |
| 1996                | Mejor actriz/cantante profesional                                                                 | Mejor actriz/cantante profesional | Nominada            | [ 221 ]             |
| 1996                | Mejor actriz de reparto joven en un largometraje                                                  | Clueless                          | Nominada            | [ 221 ]             |
| 1999                | Mejor actuación en una película para televisión/piloto/miniserie o serie - joven actriz principal | David and Lisa                    | Nominada            | [ 222 ]             |
| 2000                | Mejor actriz protagónica joven en un largometraje                                                 | Girl, Interrupted                 | Nominada            | [ 53 ]              |